# Аплінгтон (Айова)
Аплінгтон (англ. Aplington) — місто (англ. city) в США, в окрузі Батлер штату Айова. Населення — 1116 осіб (2020).

## Географія
Аплінгтон розташований за координатами 42°34′55″ пн. ш. 92°53′2″ зх. д. / 42.58194° пн. ш. 92.88389° зх. д. (42.581981, -92.883880).  За даними Бюро перепису населення США в 2010 році місто мало площу 2,16 км², уся площа — суходіл.

## Демографія
Згідно з переписом 2010 року, у місті мешкало 1128 осіб у 461 домогосподарстві у складі 308 родин. Густота населення становила 523 особи/км².  Було 505 помешкань (234/км²).
Расовий склад населення:
| - 99,2 % — білих - 0,2 % — азіатів - 0,1 % — чорних або афроамериканців |

До двох чи більше рас належало 0,4 %. Частка іспаномовних становила 0,3 % від усіх жителів.
За віковим діапазоном населення розподілялося таким чином: 25,4 % — особи молодші 18 років, 48,4 % — особи у віці 18—64 років, 26,2 % — особи у віці 65 років та старші. Медіана віку мешканця становила 43,3 року. На 100 осіб жіночої статі у місті припадало 85,2 чоловіків;  на 100 жінок у віці від 18 років та старших — 86,3 чоловіків також старших 18 років.
Середній дохід на одне домашнє господарство  становив 63 545 доларів США (медіана — 51 838), а середній дохід на одну сім'ю — 65 993 долари (медіана — 60 000). За межею бідності перебувало 11,8 % осіб, у тому числі 14,6 % дітей у віці до 18 років та 9,7 % осіб у віці 65 років та старших.
Цивільне працевлаштоване населення становило 524 особи. Основні галузі зайнятості: освіта, охорона здоров'я та соціальна допомога — 26,3 %, виробництво — 20,6 %, роздрібна торгівля — 10,9 %, фінанси, страхування та нерухомість — 7,1 %.